# Bob Richards
Robert Eugene Richards, conegut com a Bob Richards (anglès: Robert Eugene Richards)  (Champaign, 20 de febrer de 1926 - Waco, 26 de febrer de 2023), fou un atleta nord-americà, especialista en salt de perxa i guanyador de tres medalles olímpiques.

## Biografia
Va néixer el 20 de febrer de 1926 a la ciutat de Champaign, població situada a l'estat d'Illinois.

## Carrera esportiva
Va participar, a 22 anys, en els Jocs Olímpics d'Estiu de 1948 celebrats a Londres (Regne Unit), on va aconseguir guanyar la medalla de bronze en la prova masculina de salt de perxa amb un salt de 4.20 metres. En els Jocs Olímpics d'Estiu de 1952 realitzats a Hèlsinki (Finlàndia) va aconseguir guanyar la medalla d'or amb un salt de 4.55 metres, establint així un nou rècord olímpic. En els Jocs Olímpics d'Estiu de 1956 realitzats a Melbourne (Austràlia) aconseguí revalidar el seu títol olímpic, establint un nou rècord olímpic amb una distància de 4,56 metres. En aquests Jocs participà també en la prova de decatló, si bé no pogué finalitzar-la. Amb la seva victòria en la prova de salt amb perxa en els Jocs d'estiu de 1956 es convertí en l'únic saltador fins al moment en aconseguir revalidar el títol olímpic.
Al llarg de la seva carrera va guanyar dues medalles d'or en els Jocs Panamericans.

## Religiositat
L'any 1946 fou nomenat ministre/reverend de l'anomenada Església dels Germans, una església cristiana i anabaptista.

## Carrera política
El 1984 es va presentar a la presidència dels Estats Units pel partit d'extrema dreta i nacionalista blanc del Populist Party. Va obtenir 66.324 vots.